# هاردين كرايغ
هاردين كرايغ (بالإنجليزية: Hardin Craig)‏ هو كاتب أمريكي، ولد في 29 يونيو 1875 في أوينسبورو في الولايات المتحدة، وتوفي في 13 أكتوبر 1968 في هيوستن في الولايات المتحدة.